# Грможур
У приобалном појасу села Годиња, на истоименом острву Грможур у сјеверозападном дијелу Скадарског језера, Турци су 1843. године изградили фортификациони комплекс неправилног и издуженог облика, са два улаза и кулом правоугаоне основе. У основици је имала 430м2. Дебљина зидова је од 50-120цм. На утврди су постојале двије капије, а објекти су сачињени од ломљеног камена.
Црногорци су је заузели три године касније, током ослободилачких ратова и исте године је, указом књаза Николе Петровића, постао црногорски затвор за тешке преступнике из којег је бјекство било немогуће. Само је један затвореник успио да побјегне из затвора, користећи затворска врата као сплав. Стражари нису имали чамце, што је свакако спријечавало евентуалне покушаје затвореника да се дочепају обале.
Земљотреси и временске непогоде временом су Црногорски Алкатраз претворили у рушевину. Један од затвореника у овом затвору је четири године био Марко Драговић, српски просвјетни радник и историчар. Утамничен је због опонирања књазу и каснијем краљу Николи Петровићу.